# It’s On
Az It's On az amerikai Naughty by Nature 3. stúdióalbumáról kimásolt 2. kislemez. A kislemez a Billboard Hot lista 74. helyén, a Hot R&B/Hip-Hop lista 48. helyéig jutott. A dal hangmintáit Donald Byrd jazz művész Frech Spice című  dalából keverték. A hivatalos remixet a The Beatnuts csapat készítette el, és a remix a kislemez B oldalára került.

## Tracklista

### A-oldal
1. "It's On" (Kay Gee Remix)- 3:06
2. "It's On" (Instrumental)- 3:06

### B-oldal
1. "It's On" (Beatnuts Remix)- 3:31
2. "Hip Hop Hooray" (Pete Rock Remix)- 4:32
3. "It's On" (A Capella)- 3:11

## Külső hivatkozások
- Megjelenések a Discogs.com oldalán[2]
- A dal szövege[3]
- A dal klipje[4]